# Parafia Matki Bożej Łaskawej w Carinie
Parafia Matki Bożej Łaskawej w Carinie – parafia rzymskokatolicka, należąca do archidiecezji Brisbane.
Przy parafii funkcjonuje katolicka szkoła podstawowa św. Marcina.